# Karl Heinrich Charisius
Karl Heinrich Charisius (* 2. Juni 1650 in Frankfurt an der Oder; † 29. Dezember 1709 in Königsberg) war ein deutscher Jurist.

## Leben
Charisius war der Sohn des außerordentlichen Professors in Frankfurt (Oder), sowie Syndikus der Städte Frankfurt (Oder) und Stralsund Johann Balthasar Charisius (1615–1676) und dessen Frau Rosina (geborene Zacharias). Er hatte seine erste Ausbildung vermutlich am Stralsunder Gymnasium erhalten. Seine Studien hatte er an der Universität Königsberg und an der Universität Franeker absolviert, wo er 1678 zum Doktor der Rechte promovierte. Danach betätigte er sich als Privatdozent an der Königsberger Hochschule und wurde Advokat am Hofgericht in Königsberg. 1681 berief man ihn zum außerordentlichen Professor an der juristischen Fakultät, er wurde 1684 Assessor am samländischen Konsistorium und später zum Hof und Konsistorialrat.
Charisius war zwei Mal verheiratet. Seine erste Ehe hatte er am 24. November 1678 Gertrud Langerfeld, (* 17. Juni 1631, † 3. Dez. 1688) geschlossen. Aus seiner zweiten Ehe mit Maria Oeder, stammt der Sohn Christian Ludwig Charisius.

## Werke
- De ordine aquilae Borussicae equestri. Alias Von dem Ritter=Orden des schwartzen Adlers. Königsberg 1714.
- De insignium modernorum nobilium natalibus, Vom Ursprung der heutigen Adelichen Wappen. Dissertatio posterior. Königsberg 1717.
- (Als Respondent) Disputatio Inauguralis Ex Principiis Naturæ & Juris Romanis De Pudore. Gyselaer, Franecker 1678. (Digitalisat)
- Theses Iuridicae De Dolo. (Resp. Christoph Fischer) Reusner, Königsberg 1679. (Digitalisat)
- Disputatio iuridica De Culpa. (Resp. Christoph von Kohlen) Reusner, Königsberg 1681. (Digitalisat)

## Weblink
- Arbeitsstelle für kulturwissenschaftliche Forschungen Engi

| Personendaten    | Personendaten            |
| ---------------- | ------------------------ |
| NAME             | Charisius, Karl Heinrich |
| KURZBESCHREIBUNG | deutscher Jurist         |
| GEBURTSDATUM     | 2. Juni 1650             |
| GEBURTSORT       | Frankfurt (Oder)         |
| STERBEDATUM      | 29. Dezember 1709        |
| STERBEORT        | Königsberg (Preußen)     |